# Monika Resch
Monika Resch (* 1966 oder 1967) ist ein ehemaliges deutsches Fotomodell sowie Schönheitskönigin.
Am 25. November 1991 wurde sie als Miss Thüringen zur Miss Germany 1991/92 von der damaligen Miss Germany Company gewählt.
Im Dezember 1992 nahm sie an der Wahl zur Miss World im südafrikanischen Sun City teil.